# Сабор „Злакуса у песми и игри”
Сабор „Злакуса у песми и игри” је културно-туристичка манифестација изворног стваралаштва матице и дијаспоре, са фестивалом фолклора. Сабор се одржава почетком јула (око Ивањдана), традиционално од 2006. године у Етно парку Терзића авлија у Злакуси, у организацији Етно удружења „Завичај” и траје три дана. Победник Сабора од 2007. године добија прелазни пехар „Злакушки победник” који се традиционално преноси од руке до руке победника.
Сабор се одржава под покровитељством Града Ужица, а 2009. године је подржан и од стране Министарства за дијаспору Републике Србије.

## Програм Сабора
- Први дан: Вече вокалних солиста под називом „Распевана авлија” – такмичарски део за младе вокалне солисте који у пратњи народног оркестра изводе старе изворне српске песме или песме настале по узору на изворне.
- Други дан: сабор изворних певачких група и инструменталиста на народним инструментима који се такмиче у више категорија (певање на бас, кајде...), а за титулу прелазног пехара „Злакушки победник”, као и изложба ручних радова.
- Трећи дан: сусрети фолклорних ансамбала из Србије и иностранства. Учесници фолклорног фестивала који бораве више дана за време манифестације имају наступе и претходних дана, као и организоване наступе у Ужицу и околини за време трајања манифестације.

## Злакушки победник
Носиоци „Злакушког победника” по годинама су:
- 2007. Женска певачка група Рибашевке – Ужице
- 2008. Мушка певачка група Луновачка моба – Луново село
- 2009. КУД Максим Марковић – Косјерић
- 2010. Куд Максим Марковић – Косјерић
- 2011. Мушка певачка група КУД-а Севојно – Севојно
- 2012. Мушка певачка група из Нове Вароши, певање на кајде – Нова Варош
- 2013. Мушка певачка група из Нове Вароши, певање на кајде – Нова Варош
- 2014. КУД Опленац – Топола